# دستور المجر
اعتمد البرلمان القانون الأساسي للمجر (بالمجرية: Magyarország Alaptörvénye)‏، دستور البلاد، في 18 أبريل 2011، وأصدره الرئيس بعد أسبوع، ودخل حيز النفاذ في 1 يناير 2012. يُعد أول دستور يُعتمد في المجر في إطار ديمقراطي وبعد انتخابات حرة.
جاءت الوثيقة خلفًا لدستور عام 1949، الذي اعتُمد في الأصل بإنشاء جمهورية المجر الشعبية في 20 أغسطس 1949، وعُدل على نحو كبير في 23 أكتوبر 1989. كان دستور 1949 أول دستور دائم مكتوب للمجر، وكانت المجر، حتى وقت استبداله، الدولة السابقة بالكتلة الشرقية الوحيدة دون دستور جديد بالكامل بعد نهاية الشيوعية.
كان دستور عام 2011، على الصعيدين المحلي والخارجي، موضع جدل. كان اعتماده دون إسهام كاف من المعارضة والمجتمع ككل، وعكسه لأيديولوجيا حزب فيدس الحاكم وتكريس منصبه، وتأصيله النظرة المسيحية المحافظة للعالم، رغم أن المجر ليست دولة دينية على نحو خاص، وحده من المؤسسات المستقلة سابقًا وتسيسها، إحدى ادعاءات النقاد. رفضت الحكومة التي سنت الدستور مثل هذه الادعاءات، قائلة إنه مكرس بشكل قانوني ويعكس الإرادة الشعبية.

## ديباجه دستور 2011
نحن ، أعضاء الأمة المجرية ، في بداية الألفية الجديدة ، مع شعور بالمسؤولية تجاه كل مجري نعلن بموجب هذا الإنجاز التالي
• نحن فخورون بأن ملكنا سانت ستيفن بنى الدولة المجرية على أرض صلبة وجعل بلادنا جزءًا من أوروبا المسيحية قبل ألف عام
• نحن فخورون بأسلافنا الذين حاربوا من أجل بقاء وحرية واستقلال بلدنا
• نحن فخورون بالإنجازات الفكرية البارزة للشعب المجري
• نحن فخورون بأن شعبنا دافع عن أوروبا عبر القرون في سلسلة من النضالات وأثنى القيم المشتركة لأوروبا بموهبه واجتهاده
• ندرك دور المسيحية في الحفاظ على القومية.  نحن نقدر التقاليد الدينية المختلفة لبلدنا
• نتعهد بالحفاظ على الوحدة الفكرية والروحية لأمتنا التي مزقتها عواصف القرن الماضي.  تشكل القوميات التي تعيش معنا جزءًا من المجتمع السياسي المجري وأجزاء من الدولة
• نلتزم بتعزيز وحماية تراثنا ولغتنا الفريدة وثقافتنا الهنغارية ولغات وثقافات القوميات التي تعيش في المجر إلى جانب جميع الأصول البشرية والطبيعية لحوض الكاربات.  نحن نتحمل المسؤولية عن أحفادنا لذلك يجب علينا حماية الظروف المعيشية للأجيال القادمة من خلال الاستخدام الحكيم لمواردنا المادية والفكرية والطبيعية
• نعتقد أن ثقافتنا الوطنية هي مساهمة غنية في تنوع الوحدة الأوروبية
• نحترم حرية وثقافة الدول الأخرى ونسعى جاهدين للتعاون مع كل دولة في العالم
• نؤمن بأن الوجود الإنساني يقوم على كرامة الإنسان
• نؤمن بأن الحرية الفردية لا يمكن أن تكتمل إلا بالتعاون مع الآخرين
• نؤمن بأن الأسرة والأمة يشكلان الإطار الأساسي لتعايشنا وأن قيمنا الأساسية المتماسكة هي الإخلاص الإيمان والمحبة
• نؤمن بأن قوة المجتمع وشرف كل شخص يقومان على العمل وهو إنجاز للعقل البشري
• نؤمن بأن علينا واجب عام لمساعدة الضعفاء والفقراء
• نؤمن بأن الهدف المشترك بين المواطنين والدولة هو تحقيق أعلى قدر ممكن من الرفاهية والأمن والنظام والعدالة والحرية
• نحن نؤمن بأن الديمقراطية ممكنة فقط عندما تخدم الدولة مواطنيها وتدير شؤونهم بطريقة عادلة دون تحيز أو تعسف
• نكرم إنجازات دستورنا التاريخي ونكرم التاج المقدس الذي يجسد الاستمرارية الدستورية لدولة المجر ووحدة الأمة
• لا نعترف بتعليق دستورنا التاريخي بسبب الاحتلال الأجنبي ننكر أي قانون تقادم للجرائم اللاإنسانية المرتكبة ضد الأمة الهنغارية ومواطنيها في ظل الديكتاتوريات الاشتراكية والشيوعية القومية
• نحن لا نعترف بالدستور الشيوعي لعام 1949 لأنه كان أساس الحكم المستبد لذلك نعلن أنه باطل
• نتفق مع أعضاء أول برلمان حر أعلن كأول قرار له بأن حريتنا الحالية ولدت من ثورتنا عام 1956
• نحن نؤرخ استعادة بلدنا لتقرير المصير الذي فقده في اليوم التاسع عشر من آذار (مارس) 1944 من اليوم الثاني من أيار (مايو) 1990 عندما تم تشكيل أول هيئة تمثيلية شعبية منتخبة بحرية سنعتبر هذا التاريخ بداية للنظام الدستوري الديمقراطي الجديد في بلدنا
• نعتقد أنه بعد عقود القرن العشرين التي أدت إلى حالة من الانحلال الأخلاقي لدينا حاجة ماسة للتجديد الروحي والفكري
• نحن نثق في مستقبل مشترك والتزام الأجيال الشابة نعتقد أن أطفالنا وأحفادنا سيجعلون هنغاريا عظيمة مرة أخرى بموهبتهم ومثابرتهم وقوتهم الأخلاقية
• يجب أن يكون قانوننا الأساسي أساس نظامنا القانوني يجب أن يكون عهدًا بين الهنغاريين في الماضي والحاضر والمستقبل إطار حي يعبر عن إرادة الأمة والتي تريد العيش فيها
• نحن مواطني المجر على استعداد لتأسيس نظام بلدنا على أساس المساعي المشتركة للأمة

## نبذة تاريخة

### خلفية
كان دستور المجر، لمدة قرون، غير مكتوب، وكان يستند إلى القانون العرفي. لم يوجد قانون مدني كذلك، وعمل المحامون مع مجموعة القوانين المجرية. كانت سلسلة من القوانين الليبرالية، التي سُنت خلال ثورة 1848، وإحدى القوانين التي اكتسبت قوة دستورية، منها التشريع الثاني عشر لعام 1867 (الذي أسس التسوية النمساوية المجرية)، وضمانات دستورية أخرى، كالتشريع الرابع لعام 1869، الذي يفصل بين السلطتين التنفيذية والقضائية أو قوانين ما بعد 1870 التي تنظم الحكم الذاتي المحلي وإدارة الدولة.
اعتمد مجلس الحكم الثوري، بعد تأسيس الجمهورية المجرية السوفيتية، دستورًا مؤقتًا في 2 أبريل 1919، ينص على نظام سياسي على الطراز السوفيتي. اعتمدت الجمعية الوطنية للمجالس المتحالفة، في 23 يونيو، أول ميثاق مجري يشبه الدستور، وهو دستور مجلس الحلفاء الاشتراكي لجمهورية المجر. غير أن ذلك النظام قد أُلغي بعد ذلك بشهرين، وعادت المجر إلى دستور ما قبل عام 1918 التاريخي غير المكتوب.
سُنت العديد من القوانين الدستورية، خلال فترة ما بين الحربين في مملكة المجر، رغم عدم وجود دستور مكتوب. أكد التشريع الأول لعام 1920 على الشكل الملكي للحكومة (يمارس الوصي ميكلوش هورتي ووزرائه سلطات الملك، إن كان العرش شاغرًا) وأسند السلطة التشريعية للبرلمان. خلع التشريع السابع والأربعون سلالة هابسبورغ لورين من العرش. أُنشئت غرفة برلمانية ثانية بموجب التشريع الثاني والعشرين لعام 1926. زادت قوانين دستورية متتابعة من سلطة الوصي، إذ فُوض لترشيح أربعين عضوًا في مجلس الشيوخ في بداية الأمر، وسبعة وثمانين عضوًا أثناء الحرب العالمية الثانية.

### دستور 1949
اعتُمد دستور يستند إلى الدستور السوفيتي لعام 1936، في أغسطس 1949، مع سيطرة حزب الشعب المجري العامل بالكامل على البلاد، وقد كُرس الدور الرائد للحزب في الوثيقة. ظلت سماته الأساسية قائمة حتى عام 1989، رغم إدخال عدد من التعديلات الهامة، بما في ذلك تعديل بعام 1972 أعلن المجر دولة اشتراكية. في حين كفل الدستور بعض الحقوق الأساسية، فإن نطاقها كان محدود بأحكام تنص على وجوب ممارستها بما يتفق ومصالح المجتمع الاشتراكي.
وافق المجلس التشريعي، بأغلبية ساحقة، عام 1989، مع انتهاء النظام الشيوعي، على ما يقرب من مائة تغيير على الدستور، ما أدى إلى إلغاء الطابع الشيوعي لوثيقة الدستور. عُرفت المجر على أنها جمهورية مدنية ديمقراطية ودستورية تحترم «قيم الديمقراطية البرجوازية والاشتراكية الديمقراطية على حد سواء». أسقطت المعارضة الإشارات إلى الاشتراكية الديمقراطية والاقتصاد المخطط من الدستور، بعد فوزها في انتخابات حرة عام 1990. تلت ذلك تعديلات أخرى على مدى العقدين التاليين، لعدم تحقق الخطط المتوالية لوضع دستور جديد.

### دستور 2011

#### عملية الصياغة
بدأت حكومة جديدة، في عام 2010، بقيادة حزب فيدس عملية صياغة دستور جديد. شُكلت لجنة برلمانية لصياغة الدستور، ممثل فيها الأحزاب البرلمانية الخمسة، وقد أُلفت المسودة على جهاز الآيباد الخاص بيوجيف زاير، العضو في البرلمان الأوروبي آنذاك. أنشأ زاير، في فبراير التالي، هيئة مسؤولة عن المشاورات الوطنية بشأن مشروع القانون، وكان من بين أعضائها يانوس شاك، سفير المجر لدى المملكة المتحدة، وزيجموند ياراي، رئيس هيئة الرقابة على البنك الوطني، ويوجيف بالينكاش، رئيس الأكاديمية المجرية للعلوم ووزير التعليم السابق، وكتالين زيلي، الرئيسة السابقة للجمعية الوطنية عن الحزب الاشتراكي المجري. تضمنت المشاورات استبيانات تُرسل بالبريد إلى جميع المواطنين للإدلاء بآرائهم، وقد استُجيب لنحو 917,000 أو 11% منهم. أُدرجت أحكام أو استُبعدت استنادًا إلى توافق الآراء بين المجيبين، كتأجيل اقتراح لاعتماد حقوق التصويت للقاصرين بعد أن أعرب المواطنون عن رفضهم.
وافق البرلمان، في 18 أبريل، على الدستور بأغلبية الثلثين المطلوبة، 262 صوتًا مقابل 44 صوتًا، مع تأييد حزب فيدس وشركائهم في الائتلاف الديمقراطي المسيحي ومعارضة حزب يوبيك. قاطع الحزب الاشتراكي المجري وحزب بإمكان السياسة أن تكون مختلفة، عملية الصياغة والتصويت على حد سواء، مشيرين إلى عدم استعداد الحزب الحاكم لتسوية القضايا وعدم قدرتهم على تغيير النتيجة. وقَّع الرئيس بال شميت، في 25 أبريل، الوثيقة لتصبح قانونًا، ودخلت حيز النفاذ في اليوم الأول من عام 2012. جاء هذا التشريع خلال منتصف فترة رئاسة المجر لمجلس الاتحاد الأوروبي التي دامت ستة أشهر.

#### ردود الفعل الداخلية والتطورات اللاحقة
يمثل الدستور، وفقًا لرئيس مجموعة فيدس البرلمانية يانوس لازار، قطيعة مع ماضي المجر الشيوعي، ويكمل، حسب قول رئيس الوزراء فيكتور أوربان، عملية الانتقال إلى الديمقراطية، متيحًا وضعًا ماليًا سليمًا وحكومة نظيفة بعد سنوات من سوء الإدارة والفضائح. غير أن المعارضة اتهمت فيدس باستخدام أغلبية الثلثين في البرلمان للدفع قدمًا بدستورها الخاص دون توافق الآراء بين الأحزاب. تظاهر آلاف المحتجين في بودابست، قبل التصويت على اعتماد الدستور وأثناءه، احتجاجًا على اعتماده، وكان من بين شكاواهم اعتبار اعتماد الدستور محاولة من قبل الحكومة لتعزيز سلطتها بعد فترة ولايتها، وفرض أيديولوجيتها المسيحية على البلاد والحد من الحريات المدنية. أُشير كذلك إلى قلة مشاركة المعارضة، ولكن رد نائب رئيس الوزراء، تيبور نافراتشكس، بأن الأحزاب الأخرى قد دُعيت للمشاركة ولكنها رفضت. أشار أعضاء مجتمع الأعمال المجري إلى الصعوبات المستقبلية المحتملة في اعتماد عملة اليورو، مشيرين إلى فقرة تكرس عملة الفورنت بوصفها العملة القانونية. مع ذلك، قال مسؤول حكومي إنه إذا تعذر تحقيق أغلبية الثلثين لتغيير هذا الاعتماد، فإنه يمكن التحايل عليه بوسائل أخرى، مثل الاستفتاء.
انتقد بعض المؤرخين ورئيس الجالية اليهودية في المجر جزء من ديباجة الدستور، وهو التصريح بفقدان البلاد لاستقلالها مع غزو ألمانيا النازية واحتلالها للبلاد في مارس 1944. أكدوا أن هذا الحكم يعني ضمنًا أن الدولة ليست مسؤولة عما أعقب ذلك من ترحيل لليهود إلى معسكرات الإبادة كجزء من الهولوكوست، وأن ذلك قد يؤثر على مطالبات التعويض في المستقبل. رفض المؤرخ جيزا يزنسكي بشدة انتقاد الفقرة، قائلًا إن فقدان السيادة المجرية في مارس 1944 بسبب الغزو الأجنبي هو ببساطة حقيقة تاريخية لا ينبغي إنكارها. كما أشار، على سبيل الدعم، إلى تدخل ألمانيا المباشر في السياسة المجرية، مثل اعتقال أعضاء مجلس الوزراء والسياسيين المعادين لألمانيا. ندد الزعيم الاشتراكي أتيلا ميشترهازي بما أسماه «دستور حزب فيدس» ووعد بتغيير الدستور «استنادًا إلى إجماع وطني» في أعقاب الانتخابات المقبلة. ينتقد لاسلو شويوم، الرئيس السابق للمجر والمحكمة الدستورية، القيود المفروضة على المحكمة و«الجدل البرلماني المشترك» الذي اعتُمد ميثاق الدستور من خلاله.
أقامت الحكومة، في اليوم التالي ليوم رأس السنة الجديدة 2012، احتفالًا في دار الأوبرا المجرية بمناسبة دخول الدستور حيز النفاذ. احتج عشرات الآلاف من الناس على المناسبة، في شارع أندراسي، مع ادعاء المعارضين تهديد الدستور للديمقراطية عبر إزالة الضوابط والتوازنات. ضم المتظاهرون ممثلين من مختلف الجماعات المدنية وأحزاب المعارضة، من بينهم الاشتراكيون. رد جيرجيلي غولياس، عضو الجمعية الوطنية المجرية عن حزب فيدس، الذي ساعد في كتابة الدستور، على المنتقدين بالقول إن الدستور يحسن الإطار القانوني للحياة في المجر.